# Ривера Пас, Мариано
Мариано Ривера Пас (исп. Mariano Rivera Paz; 24 декабря 1804 — 26 февраля 1849) — первый президент Гватемалы в 1839—1844 годах.